# Kaskaskia River
Der Kaskaskia River ist ein linker Nebenfluss des Mississippi River im US-Bundesstaat Illinois. Der 523 km lange Fluss entwässert ein Areal von 51.041 km².
Er entspringt südwestlich der Stadt Champaign und fließt nach Süden, um etwa 16 km nördlich von Chester in den Mississippi River zu münden. 
Er ist der zweitlängste Fluss in Illinois und entwässert etwa 10,2 % der Staatsfläche. Bis 1881 mündete der Fluss in den Mississippi erst bei Chester, aber in diesem Jahr änderte sich der Verlauf des Mississippi, so dass dieser nunmehr durch das ehemalige Bett des Kaskaskia auf der Strecke zwischen dem jetzigen Zusammenfluss und Chester fließt. Der bisherige Verlauf des Mississippi bildet jedoch immer noch die Staatsgrenze zwischen Missouri und Illinois, weshalb nun das Gebiet um die Stadt Kaskaskia (die von 1818 bis 1820 die Hauptstadt von Illinois war) westlich des Mississippi liegt. Zwei Staudämme halten den Fluss zurück, um Stauseen zu bilden – der Lake Shelbyville in Shelby County und der Lake Carlyle in Clinton County.
Oberhalb des Lake Shelbyville befindet sich die Kaskaskia River State Fish and Wildlife Management Area.
Der Fluss wurde am Unterlauf begradigt und kanalisiert. Kurz vor der Mündung befindet sich eine Schiffsschleuse.